# Lars Olsson (Skilangläufer)
Lars Sune Olsson (* 13. Oktober 1932 in Bograngen) ist ein ehemaliger schwedischer Skilangläufer.

## Werdegang
Olsson, der für den Finnskoga IF startete, belegte bei den Olympischen Winterspielen 1960 in Squaw Valley den vierten Platz mit der Staffel. Im selben Jahr wurde er Zweiter im 30-km-Lauf bei den Svenska Skidspelen. Seinen größten internationalen Erfolg erreichte er bei den nordischen Skiweltmeisterschaften 1962 in Zakopane. Dort gewann er die Goldmedaille mit der Staffel. Zwei Jahre später errang er bei den Olympischen Winterspielen 1964 in Innsbruck den 16. Platz über 15 km.